# Trana
Trana es una localidad y comune italiana de la provincia de Turín, región de Piamonte, con 3.341 habitantes.

## Evolución demográfica
| Gráfica de evolución demográfica de Trana entre 1861 y 2001 |
|                                                             |
| Fuente ISTAT - elaboración gráfica de Wikipedia             |